# Anthony Ashley-Cooper, VII conte di Shaftesbury
Anthony Ashley-Cooper, VII conte di Shaftesbury (Londra, 28 aprile 1801 – Folkestone, 1º ottobre 1885) è stato un politico e filantropo inglese.

## Biografia
Era il figlio di Cropley Ashley-Cooper, VI conte di Shaftesbury, e di sua moglie, Lady Anne Spencer, figlia di George Spencer, IV duca di Marlborough. Era lo zio materno del filantropo e politico inglese Montagu Lowry-Corry, I barone Rowton. Studiò presso Manor House school a Chiswick, alla Harrow School e al Christ Church (Oxford).
La sua vita famigliare era senza amore, una circostanza comune tra le classi agiate inglesi, e assomigliava a questo proposito l'infanzia immaginaria di Esther Summerson narrata nei primi capitoli del romanzo Bleak House di Charles Dickens.
Questo difficile infanzia è stata ammorbidita dall'affetto che ha ricevuto dalla sua governante Mary Millis, e dalle sue sorelle. In lei vide un modello di amore cristiano che costituirà la base per gran parte del suo attivismo sociale e filantropico.

## Carriera politica
Ashley è stato eletto come deputato per Woodstock nel giugno 1826 ed era un forte sostenitore del Duca di Wellington. Dopo che George Canning sostituì Lord Liverpool come primo ministro, offrì ad Ashley un posto nel nuovo governo. Ashley gentilmente declinò, scrivendo nel suo diario che credeva che servendo sotto Canning sarebbe stato un tradimento della sua fedeltà al Duca di Wellington. Nel 1851 entrò nella Camera dei lord. Nel 1847 ottenne di ridurre la giornata lavorativa operaia massima a 10 ore.
Introdusse la Mines and Collieries Act 1842 per vietare il lavoro di donne e bambini nelle miniere di carbone. Nel 1844 Ashley divenne presidente della Ragged School Union. Queste scuole erano per i bambini poveri e fondate da volontari.

### Lunacy Laws
Nel 1827, quando Ashley è stato nominato al comitato ristretto On Pauper Lunatics, nella Contea di Middlesex, e della Lunatic Asylums, la maggior parte dei pazzi a Londra erano tenuti in manicomi di proprietà dal dottor Warburton. Il Comitato esaminò molte testimonianze riguardanti uno dei suoi manicomi a Bethnal Green, chiamato la White House. Ashley lo visitò a nome del comitato. I pazienti erano incatenati, dormivano nudi sulla paglia, e vivevano in condizioni igieniche precarie. Venivano lasciati incatenati da sabato pomeriggio fino al lunedì mattina ricoperti degli escrementi accumulati, veniva lavati con l'acqua gelida e un asciugamano, senza sapone.
Quando nel febbraio 1828 Robert Gordon, deputato liberale per Cricklade, introdusse una legge per recepire queste raccomandazioni, Ashley si distaccò e pronunciò il suo discorso inaugurale a sostegno del progetto di legge. Ashley fu coinvolto anche nella definizione della County Lunatic Asylums (England) Act 1828 e del Madhouses Act 1828. Attraverso questi atti furono nominati quindici commissari per la zona di Londra con ampi poteri di concessione di licenze e di controllo, tra i quali Ashley.

### Religione e restaurazione dell'ebraismo
Shaftesbury era uno studente di Edward Bickersteth e insieme divennero primi sostenitori del sionismo cristiano in Gran Bretagna. Shaftesbury è stato uno dei primi sostenitori del ristabilimento degli ebrei in Terra santa, fornendo la prima proposta al reinsediare degli ebrei in Palestina. La conquista della Grande Siria nel 1831 da Muhammad Ali d'Egitto cambiò la politica delle potenze europee nel Vicino Oriente. Come conseguenza di questo cambiamento, Shaftesbury è stato in grado di contribuire a convincere il ministro degli Esteri, Palmerston, a inviare un console britannico a Gerusalemme nel 1838.
Più tardi, nel 1839, pubblicò un articolo sul Times dal titolo «Lo Stato e la rinascita del ebrei». In esso ha esortato gli ebrei a tornare in Palestina al fine, secondo lui, di cogliere le terre della Galilea e della Giudea.
Shaftesbury è stato presidente della British and Foreign Bible Society (BFBS) (1851-1885) e presidente della Alleanza evangelica.

## Matrimonio
Sposò, il 10 giugno 1830, Lady Emily Caroline Catherine Frances Cowper (1810-15 ottobre 1872), figlia di Peter Cowper, V conte Cowper. Ebbero dieci figli:
- Anthony Ashley-Cooper, VIII conte di Shaftesbury (27 giugno 1831-13 aprile 1886)[10];
- Anthony Francis Henry Ashley-Cooper (13 marzo 1833- 13 maggio 1849)[9][11][12];
- Anthony Maurice William Ashley-Cooper (22 luglio 1835-19 agosto 1855)[13];
- Evelyn Melbourne Ashley (24 luglio 1836-15 novembre 1907), sposò Sybella Charlotte Farquhar, ebbero due figli;
- Lady Victoria Elizabeth Ashley-Cooper (23 settembre 1837-15 febbraio 1927)[14], sposò Henry Chichester, II barone Templemore, ebbero una figlia;
- Anthony Lionel George Ashley-Cooper (7 settembre 1838-1914)[14] , sposò Frances Elizabeth Leigh[15], non ebbero figli;
- Lady Mary Charlotte Ashley-Cooper (25 luglio 1842-3 settembre 1861)[16][17];
- Lady Constance Emily Ashley-Cooper (29 novembre 1845-16 dicembre 1872)[18][19] of lung disease[20];
- Lady Edith Firenze Ashley-Cooper, quarta figlia (1º febbraio 1847-25 novembre 1913)[21];
- Anthony Cecil Ashley-Cooper (8 agosto 1849-23 settembre 1932)[21].

## Morte
Morì il 1º ottobre 1885, a 84 anni. Il funerale ebbe luogo nell'Abbazia di Westminster ma volle essere sepolto a St. Giles. Le strade lungo il percorso, da Grosvenor Square all'Abbazia di Westminster, erano affollate di gente povera, ambulanti, fioriste, spazzini e operai che hanno atteso per ore per vedere la bara di Shaftesbury. A causa della sua missione per migliore il trattamento delle classi lavoratrici, Shaftesbury divenne noto come il "conte dei poveri".
Lord Shaftesbury è onorato insieme con William Wilberforce nel calendario liturgico della Chiesa episcopale il 30 luglio. Lord Shaftesbury era un membro della Associazione di Canterbury, come lo erano due dei figli di Wilberforce, Samuel e Robert.

## Ascendenza
|                                                 |                                          |                                          | Genitori                                |  |  | Nonni |  |  | Bisnonni                                        |  |  | Trisnonni                                      |  |
|                                                 |                                          |                                          |                                         |  |  |       |  |  | Anthony Ashley-Cooper, III conte di Shaftesbury |  |  | Anthony Ashley-Cooper, II conte di Shaftesbury |  |
|                                                 |                                          |                                          |                                         |  |  |       |  |  | Anthony Ashley-Cooper, III conte di Shaftesbury |  |  | Anthony Ashley-Cooper, II conte di Shaftesbury |  |
|                                                 |                                          | Dorothy Manners                          |                                         |  |  |       |  |  | Anthony Ashley-Cooper, III conte di Shaftesbury |  |  |                                                |  |
| Anthony Ashley-Cooper, IV conte di Shaftesbury  |                                          |                                          |                                         |  |  |       |  |  | Anthony Ashley-Cooper, III conte di Shaftesbury |  |  |                                                |  |
|                                                 |                                          | Jane Ewer                                | Thomas Ewer                             |  |  |       |  |  |                                                 |  |  |                                                |  |
|                                                 |                                          | Jane Ewer                                | Thomas Ewer                             |  |  |       |  |  |                                                 |  |  |                                                |  |
|                                                 |                                          | Jane Ewer                                | Mary Montagu                            |  |  |       |  |  |                                                 |  |  |                                                |  |
| Cropley Ashley-Cooper, VI conte di Shaftesbury  |                                          | Jane Ewer                                |                                         |  |  |       |  |  |                                                 |  |  |                                                |  |
|                                                 |                                          | Jacob Bouverie, I visconte Folkestone    | William des Bouverie, I baronetto       |  |  |       |  |  |                                                 |  |  |                                                |  |
|                                                 |                                          | Jacob Bouverie, I visconte Folkestone    | William des Bouverie, I baronetto       |  |  |       |  |  |                                                 |  |  |                                                |  |
|                                                 |                                          | Jacob Bouverie, I visconte Folkestone    | Anne Urry                               |  |  |       |  |  |                                                 |  |  |                                                |  |
| Mary Bouverie                                   |                                          | Jacob Bouverie, I visconte Folkestone    |                                         |  |  |       |  |  |                                                 |  |  |                                                |  |
|                                                 |                                          | Mary Clarke                              | Bartholomew Clarke                      |  |  |       |  |  |                                                 |  |  |                                                |  |
|                                                 |                                          | Mary Clarke                              | Bartholomew Clarke                      |  |  |       |  |  |                                                 |  |  |                                                |  |
|                                                 |                                          | Mary Clarke                              | Mary Young                              |  |  |       |  |  |                                                 |  |  |                                                |  |
| Anthony Ashley-Cooper, VII conte di Shaftesbury |                                          | Mary Clarke                              |                                         |  |  |       |  |  |                                                 |  |  |                                                |  |
|                                                 | Charles Spencer, III duca di Marlborough | Charles Spencer, III conte di Sunderland |                                         |  |  |       |  |  |                                                 |  |  |                                                |  |
|                                                 | Charles Spencer, III duca di Marlborough | Charles Spencer, III conte di Sunderland |                                         |  |  |       |  |  |                                                 |  |  |                                                |  |
|                                                 | Charles Spencer, III duca di Marlborough | Anne Churchill                           |                                         |  |  |       |  |  |                                                 |  |  |                                                |  |
| George Spencer, IV duca di Marlborough          | Charles Spencer, III duca di Marlborough |                                          |                                         |  |  |       |  |  |                                                 |  |  |                                                |  |
|                                                 |                                          | Elizabeth Trevor                         | Thomas Trevor, II barone Trevor         |  |  |       |  |  |                                                 |  |  |                                                |  |
|                                                 |                                          | Elizabeth Trevor                         | Thomas Trevor, II barone Trevor         |  |  |       |  |  |                                                 |  |  |                                                |  |
|                                                 |                                          | Elizabeth Trevor                         | Elizabeth Burrell                       |  |  |       |  |  |                                                 |  |  |                                                |  |
| Anne Spencer                                    |                                          | Elizabeth Trevor                         |                                         |  |  |       |  |  |                                                 |  |  |                                                |  |
|                                                 |                                          | John Russell, IV duca di Bedford         | Wriothesley Russell, II duca di Bedford |  |  |       |  |  |                                                 |  |  |                                                |  |
|                                                 |                                          | John Russell, IV duca di Bedford         | Wriothesley Russell, II duca di Bedford |  |  |       |  |  |                                                 |  |  |                                                |  |
|                                                 |                                          | John Russell, IV duca di Bedford         | Elizabeth Howland                       |  |  |       |  |  |                                                 |  |  |                                                |  |
| Caroline Russell                                |                                          | John Russell, IV duca di Bedford         |                                         |  |  |       |  |  |                                                 |  |  |                                                |  |
|                                                 |                                          | Gertrude Leveson-Gower                   | John Leveson-Gower, I conte Gower       |  |  |       |  |  |                                                 |  |  |                                                |  |
|                                                 |                                          | Gertrude Leveson-Gower                   | John Leveson-Gower, I conte Gower       |  |  |       |  |  |                                                 |  |  |                                                |  |
|                                                 |                                          | Gertrude Leveson-Gower                   | Evelyn Pierrepont                       |  |  |       |  |  |                                                 |  |  |                                                |  |
|                                                 |                                          | Gertrude Leveson-Gower                   |                                         |  |  |       |  |  |                                                 |  |  |                                                |  |